# Thyreobaeus
Thyreobaeus Simon, 1889 è un genere di ragni appartenente alla famiglia Linyphiidae.

## Distribuzione
L'unica specie oggi attribuita a questo genere è stata rinvenuta in Madagascar.

## Tassonomia
Dal 1889 non sono stati esaminati altri esemplari di questo genere.
A giugno 2012, si compone di due specie:
- Thyreobaeus scutiger Simon, 1889[3] — Madagascar